# Mereret
Mereret, o Meret, (Mrrt) va ser una princesa egípcia de la XII Dinastia. Tenia el títol de Filla del Rei, tot i que no se sap del cert qui era el seu pare. Només se la coneix pel seu enterrament a Dashur.
| mr | D21 · D21 | t |

| mr | D21 · D21 | t |

Al costat nord de la piràmide del rei Senusret III (1878 aC - 1839 aC) hi havia una filera de quatre piràmides pertanyents a les esposes del rei. Aquestes piràmides estaven connectades per una galeria subterrània. Al costat oest de la galeria hi havia altres enterraments preparats per a dones que tenien el títol de Filla del Rei. Aquestes dones van ser enterrades en sarcòfags que es van introduir en nínxols. Tots els enterraments es van trobar saquejats. No obstant això, els lladres van perdre dues caixes plenes d’adorns personals que van ser trobades el 1894 per l'egiptòleg francès Jacques de Morgan. Ambdues caixes contenien una excel·lent col·lecció de joies i se les va anomenar el "primer" i el "segon" tresor de Dashur. Una d’aquestes caixes, trobada el 8 de març de 1894, pertanyia segurament a la filla d’un rei anomenada Sithathor, l’altra caixa a una altra filla d’un rei amb el nom de Mereret o Meret.
No se sap gaire més de Mereret. El seu nom, amb diferents grafies, apareix a diversos segells d'escarabat trobats a una de les caixes, on se la identifica amb el títol de la Filla del Rei. Des de la posició del seu enterrament, es podria concloure que era filla del rei Senusret III. Entre els seus adorns personals també hi havia peces amb el nom de rei Amenemhet III, que indicarien que podria haver mort durant el govern d'aquest rei (que probablement era el seu germà).